# Aeropuerto Internacional de San Diego
El Aeropuerto Internacional de San Diego (en inglés, San Diego International Airport) (IATA: SAN, OACI: KSAN, FAA LID: SAN), también conocido como Lindbergh Field, es un aeropuerto público localizado a 4.8 km (3 millas) al oeste del distrito financiero de San Diego, California y a 32 km (20 millas) de la Frontera entre Estados Unidos y México con Tijuana, México. Es operado por la Autoridad Regional del Aeropuerto del Condado de San Diego.
El Aeropuerto Internacional de San Diego es el aeropuerto más ocupado de una sola pista en Estados Unidos, y el segundo en el mundo, solo después del Aeropuerto de Londres-Gatwick con aproximadamente 465 despegues y llegadas con un total de 48,000 pasajeros al día, y un total de 18,758,751 de pasajeros en 2014. San Diego es el Área metropolitana más grande de Estados Unidos que no sirve como un centro de conexiones ni centro de conexiones secundario para cualquier aerolínea, sin embargo, el aeropuerto es una ciudad foco para Southwest Airlines.
Los cinco principales aerolíneas en San Diego, por capacidad de asientos son fueron Southwest Airlines (42.7%), American Airlines (14.0%), United Airlines (11.2%), Alaska Airlines (10.1%) y Delta Air Lines (9.9%).
El aeropuerto tiene vuelos nacionales, así como vuelos internacionales a Canadá, el Reino Unido, México y Japón.
Convair tuvo sus plantas de fabricación de aeronaves cerca del aeropuerto y lo utilizó para vuelos de prueba y entrega de 1935 a 1995.

## Propuestas de relocalización

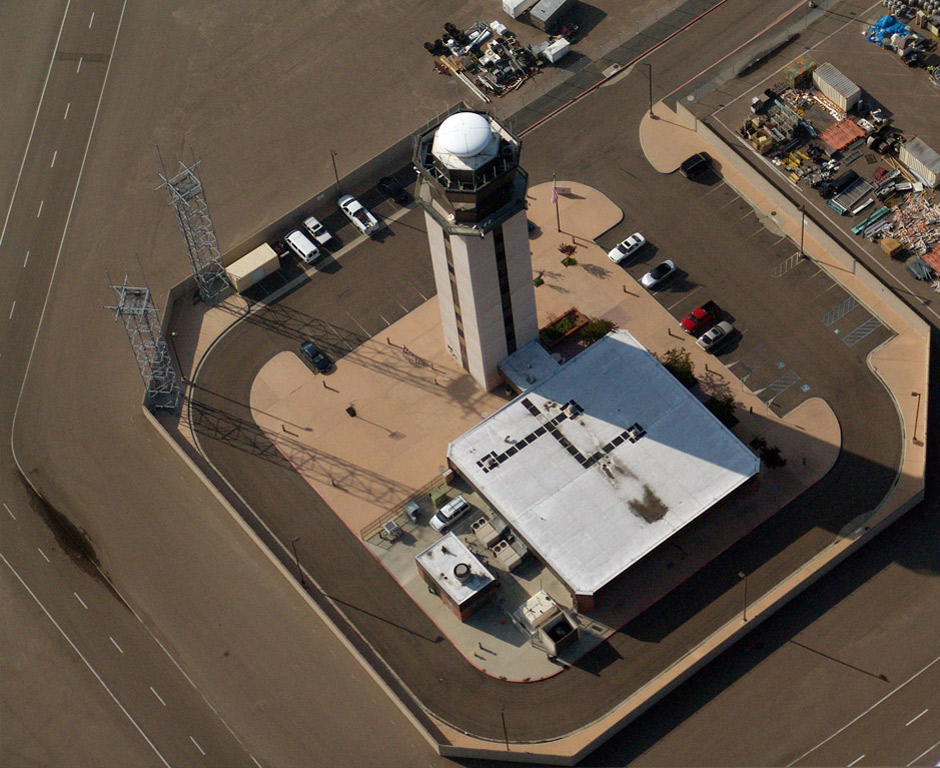
Torre de control del aeropuerto.

La ley Bill AB 93 de la Asamblea Estatal de California creó la Autoridad Regional del Aeropuerto del Condado de San Diego en el 2001. Los proyectos de la autoridad de SAN serán construidos de acuerdo al congestionamiento entre 2015-2022. En junio del 2006, los miembros de la junta de la autoridad seleccionaron a la Estación Aérea del Cuerpo de Marines de Miramar como su lugar preferido para la sustitución del aeropuerto, a pesar de las objeciones militares. El 7 de noviembre del 2006, residentes del condado de San Diego vencieron un aviso de reubicación que incluye una medida de uso propuesta conjunta.
El aeropuerto está operando con un 71% de su capacidad total de 60 puertas y pronto se añadirán 10 puertas más que llevarán al aeropuerto al 92% de capacidad total de puertas.
Veintidós estudios se han realizado sobre dónde colocar un aeropuerto que data de 1923. El primer estudio desarrolló el plan de ubicación del sitio para el campo de Lindbergh. Dieciocho estudios fueron realizados por grupos privados, la mayoría en los primeros días por los que se oponían que el Lindbergh se estuviera construyendo en vez de en tierras retiradas en lo que hoy es el Montgomery Field. Uno de ellos era una revisitación de un estudio realizado en la década de 1980 por el Ayuntamiento en 1994, cuando cerró Miramar como base naval y luego fue trasladado a una base de Marines. Otro fue hecho por la ciudad de San Diego en 1984 y otro que comenzó en 1996 y se sentó con SANDAG hasta que la Autoridad Aeroportuaria se formó. Este estudio es el primer estudio realizado para buscar un nuevo sitio por un organismo que en realidad tenía jurisdicción sobre el asunto, y el primer estudio sin lugar específico integral de toda la región.

## Terminales, aerolíneas y destinos

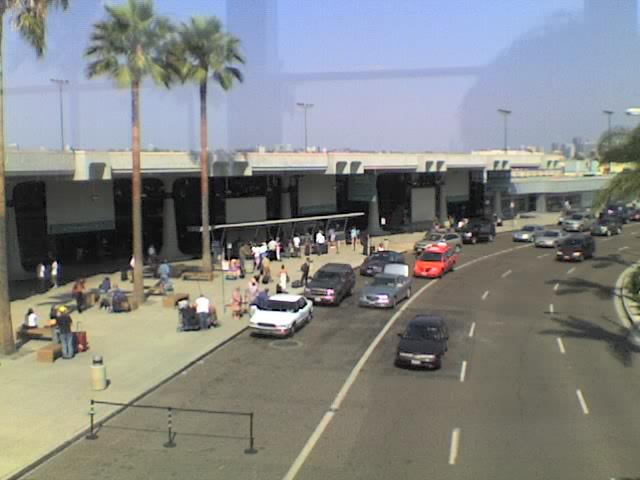
Acera de llegadas y salidas de la Terminal 1

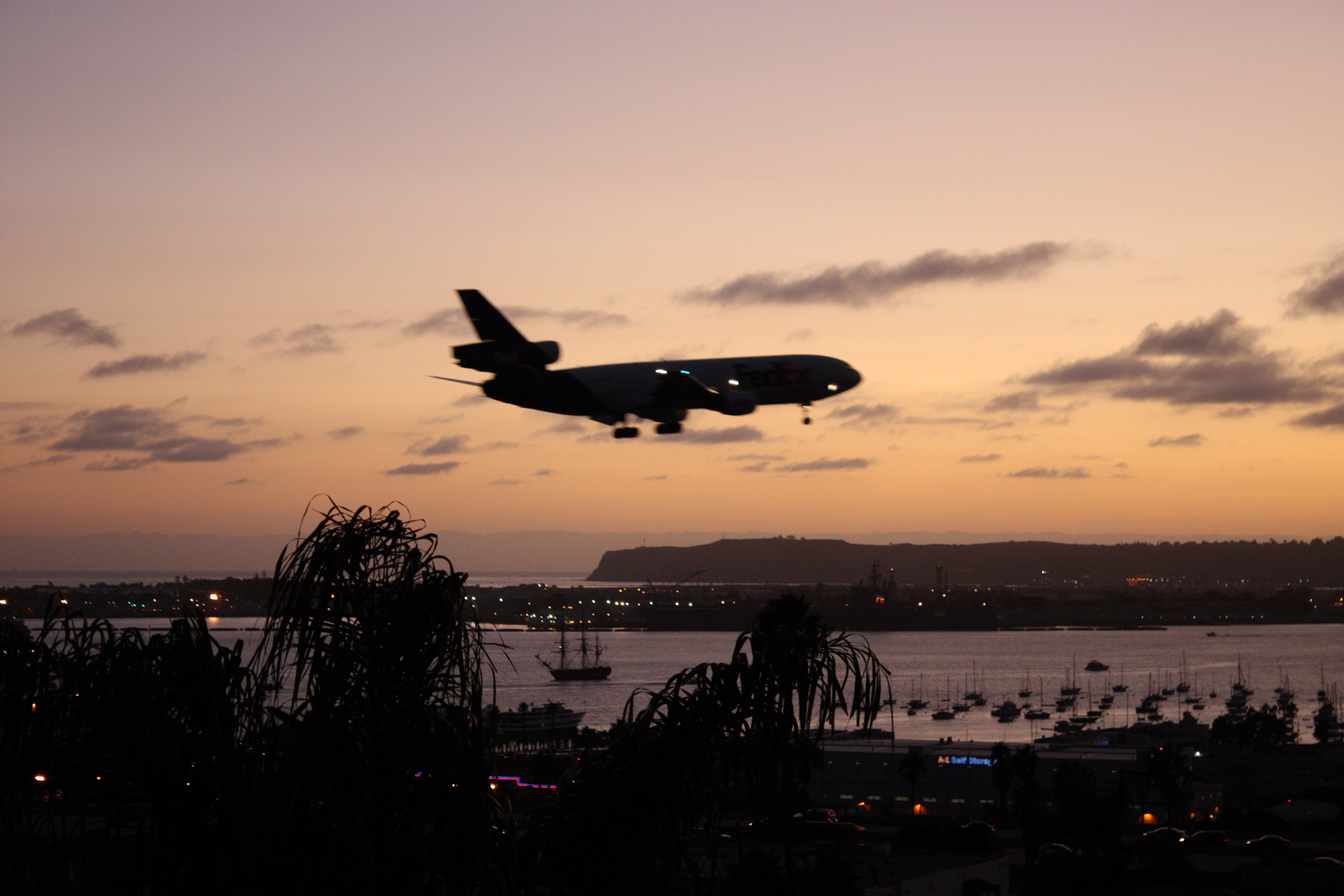
McDonnell Douglas DC-10 de FedEx llegando al Aeropuerto Internacional de San Diego.

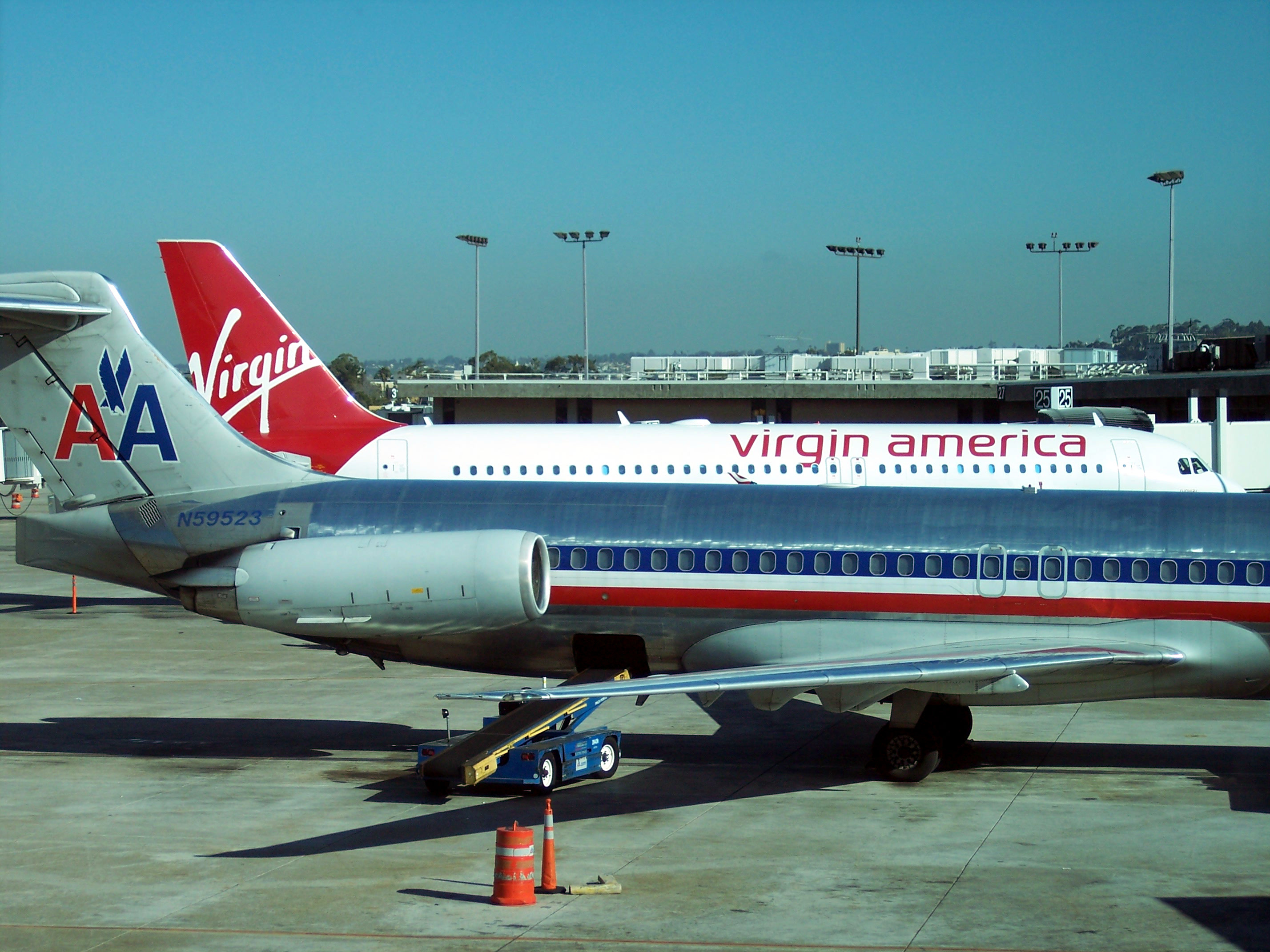
Un MD80 de American Airlines y un A319 Virgin America en la Terminal 2.

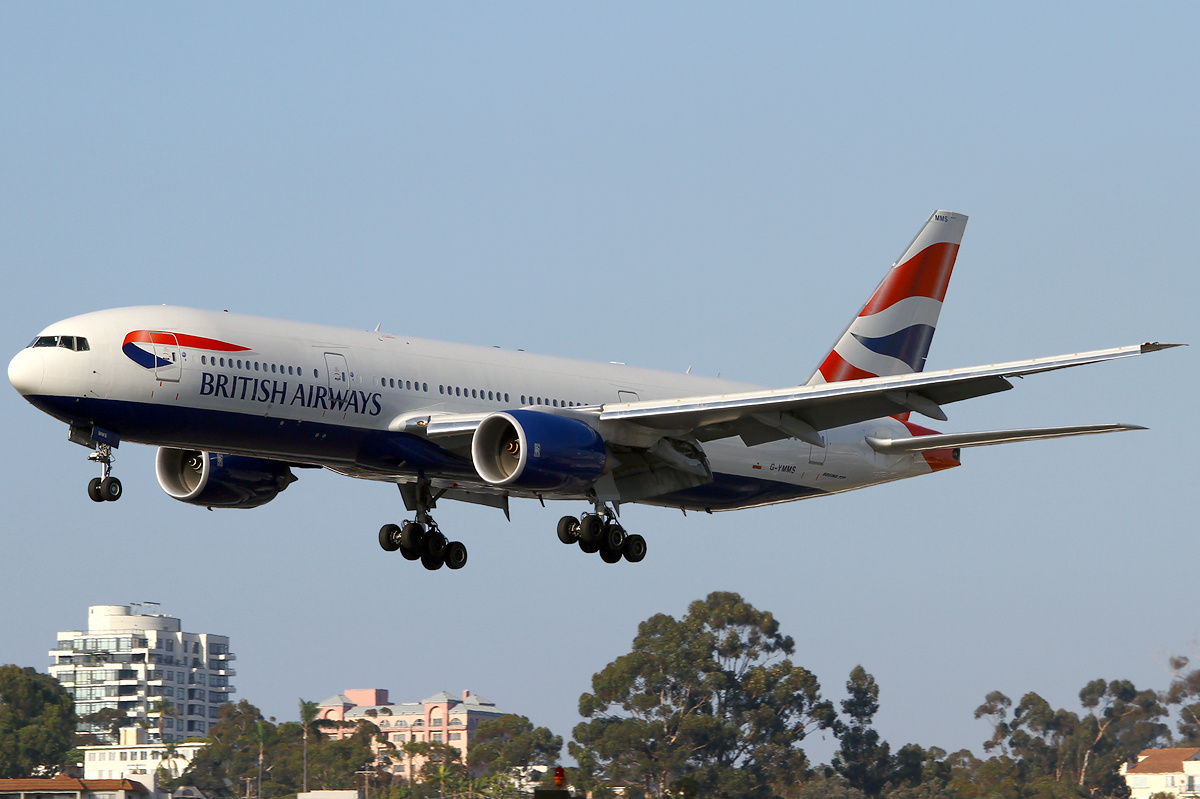
Un Boeing 777 de British Airways aterrizando en el aeropuerto.

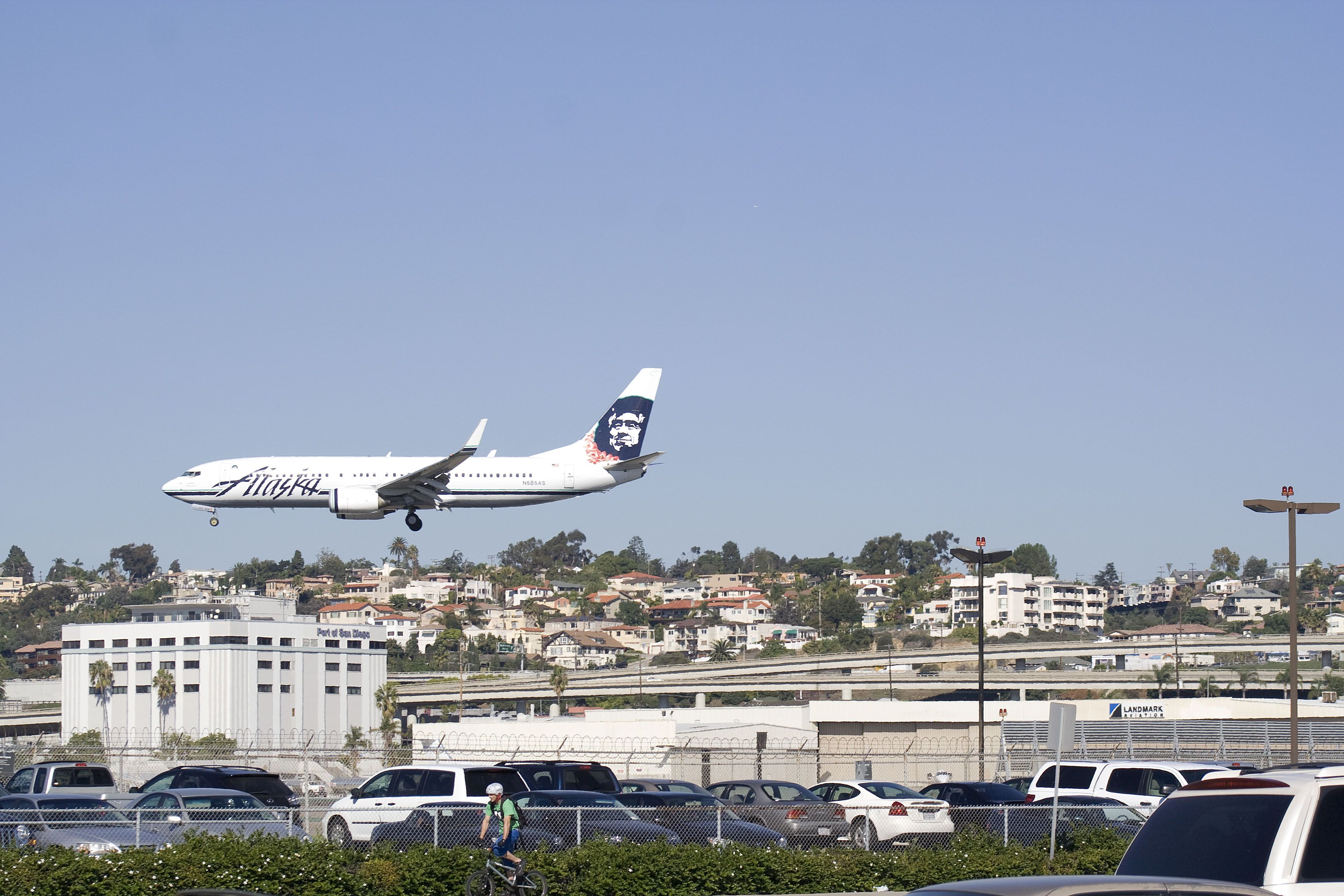
Un Boeing 737-800 de Alaska Airlines aterrizando en el aeropuerto.

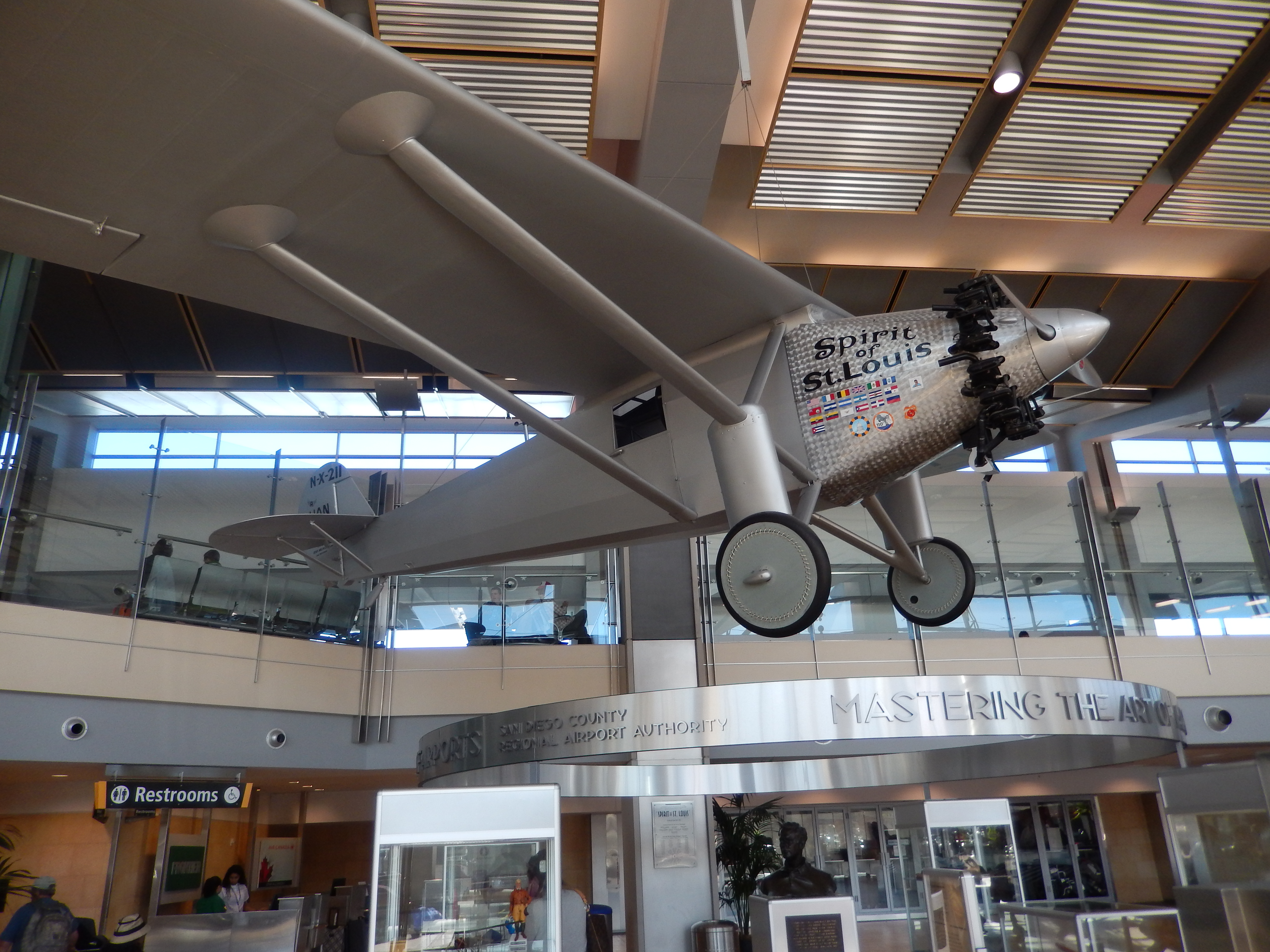
Spirit of Saint Louis en el interior del aeropuerto.

Diagrama de la pista y terminal del Aeropuerto Internacional de San Diego.

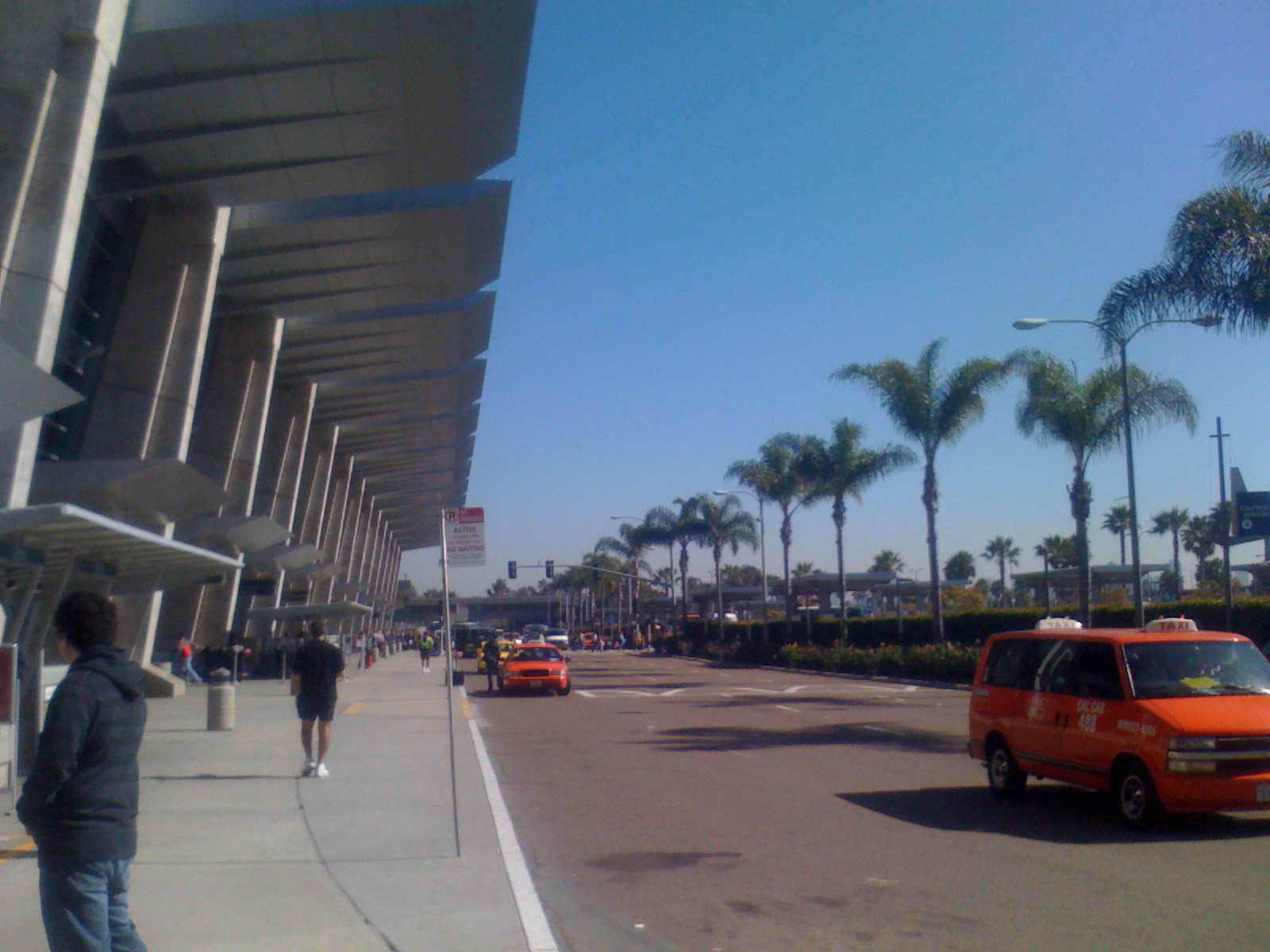
Exterior de la terminal 2.

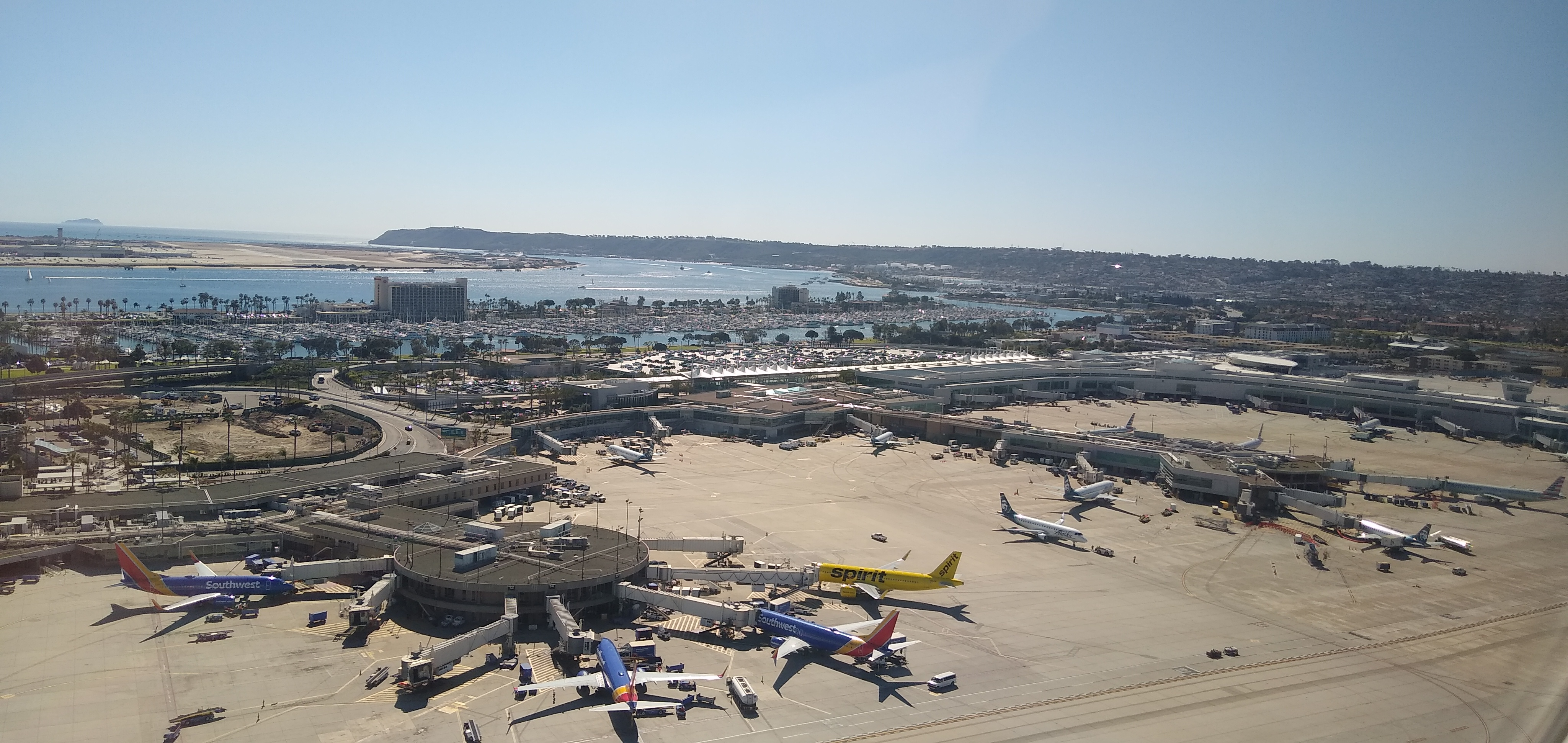
Vista aérea del aeropuerto.

Hay tres terminales en el Lindbergh:
Terminal 1
- La Terminal 1 se compone de dos partes: este y oeste y tiene 19 puertas, numeradas 1A y 1–18.

Terminal 2
- La Terminal 2 se compone de dos partes: este y oeste y tiene 32 puertas, numeradas 20–51.
- Todas las llegadas internacionales del Lindbergh son operadas en la Terminal 2 este en las puertas 20, 21 y 22.

Terminal "Commuter"
- La Terminal Commuter contaba con 4 puertas, numeradas 1–4. Los vuelos finalizaron en la terminal el 4 de junio de 2015, sin embargo, continúa albergando las oficinas administrativas de la autoridad regional del Condado de San Diego.[9]

### Instalaciones de la Terminal
El aeropuerto casi ha completado una expansión sustancial de las concesiones. Se ha abierto un total de 73 nuevas tiendas y lugares de comida y bebida a lo largo de sus terminales. 
Hay tres salones VIP de aerolíneas en sus instalaciones, todas ellas en la Terminal 2: el salón de Delta SkyClub, el de United Club y una sala conjunta de Airspace Lounge y American Airlines Admirals Club.
En el aeropuerto se encuentra el mayor centro de la USO del mundo.
Además, el aeropuerto promueve la educación sobre su larga historia, y patrocina el programa de "airport explorers".
Por otra parte, en sus instalaciones se exponen varias obras de arte muy conocidas. Dentro de la Terminal 2 hay una recreación de El Espíritu de San Luis. Una pieza popular entre los turistas es At The Gate, que representa personajes cómicos esperando pacientemente a sus aviones. La Terminal 2 también cuenta con "The Spirit of Silence", una sala de meditación diseñada por el artista público Norie Sato.

## Aerolíneas y destinos

### Pasajeros
| Aerolíneas           | Destinos | Terminal |
| -------------------- | --- | -------- |
| Air Canada           | Toronto-Pearson Estacional: Montreal–Trudeau | 2        |
| Air Canada Express   | Vancouver | 2        |
| Alaska Airlines      | Atlanta, Austin, Boise, Boston, Chicago–O'Hare (inicia el 4 de octubre de 2025), Denver (inicia el 4 de octubre de 2025), Eugene, Everett, Fresno, Kahului, Kailua-Kona, Las Vegas, Lihue, Medford, Monterey, Newark, Nueva York-JFK, Orlando, Phoenix–Sky Harbor (inicia el 20 de agosto de 2025), Portland (OR), Puerto Vallarta, Redmond/Bend, Sacramento, Salt Lake City, San Francisco, San José (CA), San José del Cabo, San Luis Obispo, Santa Rosa, Seattle/Tacoma, Spokane, Tampa, Washington-Dulles, Washington–National Estacional: Anchorage, Bozeman, Eagle/Vail, Fort Lauderdale, Glacier Park/Kalispell, Hayden/Steamboat Springs, Jackson Hole, Missoula, Reno/Tahoe, Sun Valley (inicia el 18 de diciembre de 2025) | 2        |
| Allegiant Air        | Provo Estacional: Bellingham, Des Moines, Medford | 2        |
| American Airlines    | Charlotte, Chicago-O'Hare, Dallas/Fort Worth, Filadelfia, Miami, Phoenix–Sky Harbor | 2        |
| Breeze Airways       | Norfolk, Raleigh/Durham Estacional: Cincinnati, Jacksonville (FL), Pittsburgh | 2        |
| British Airways      | Londres–Heathrow | 2        |
| Copa Airlines        | Ciudad de Panamá-Tocumen | 2        |
| Delta Air Lines      | Atlanta, Boston, Detroit, Mineápolis/St. Paul, Nueva York-JFK, Salt Lake City, Seattle/Tacoma | 2        |
| Delta Connection     | Las Vegas, Los Ángeles | 2        |
| Frontier Airlines    | Austin, Chicago–O'Hare, Dallas/Fort Worth, Denver, Las Vegas, Phoenix–Sky Harbor, Sacramento, Salt Lake City, San Francisco | 1        |
| Hawaiian Airlines    | Honolulu | 2        |
| Japan Airlines       | Tokio-Narita | 2        |
| JetBlue Airways      | Boston, Nueva York-JFK | 2        |
| KLM                  | Estacional: Ámsterdam | 2        |
| Lufthansa            | Múnich | 2        |
| Southwest Airlines   | Albuquerque, Austin, Baltimore, Boise, Chicago-Midway, Dallas-Love, Denver, El Paso, Fresno (inicia el 2 de octubre de 2025), Honolulu, Houston-Hobby, Indianápolis, Kansas City, Las Vegas, Nashville, Nueva Orleans, Oakland, Orlando, Phoenix–Sky Harbor, Reno/Tahoe, Sacramento, Salt Lake City, San Antonio, San Francisco, San José (CA), San Luis, Tucson Estacional: Colorado Springs, Columbus–Glenn, Eugene (reinicia el 19 de diciembre de 2025), Milwaukee, Omaha (reinicia el 22 de noviembre de 2025), Pittsburgh, Portland (OR), San José del Cabo, Tampa | 1        |
| Spirit Airlines      | Detroit, Las Vegas, Oakland, San José (CA) Estacional: Reno/Tahoe (inicia el 14 de agosto de 2025) | 1        |
| Sun Country Airlines | Mineápolis/St. Paul | 1        |
| United Airlines      | Chicago-O'Hare, Denver, Houston-Intercontinental, Newark, San Francisco, Washington-Dulles | 2        |
| United Express       | Los Ángeles | 2        |
| WestJet              | Calgary Estacional: Vancouver | 2        |

### Carga
| Aerolíneas                         | Destinos                                |
| ---------------------------------- | --------------------------------------- |
| Ameriflight                        | Imperial/El Centro                      |
| DHL Aviation operando por 21 Air   | El Paso, Cincinnati                     |
| FedEx Express                      | Indianápolis, Memphis, Oakland, Ontario |
| FedEx Feeder operado por IFL Group | Tijuana                                 |
| FedEx Express operado por West Air | Imperial/El Centro                      |
| UPS Airlines                       | Louisville, Ontario                     |

### Destinos nacionales
Se brinda servicio a 77 ciudades dentro del país a cargo de 14 aerolíneas.
| Destinos nacionales del Aeropuerto de San Diego SAN ABQ ANC ATL AUS BWI BLI BOI BOS BZN CLT ORD MDW CVG CMH COS DFW DAL DEN DSM DTW EGE ELP EUG PAE PHL FAT FLL HDN HNL HOU IAH IND JAC JAX MCI OGG FCA KOA LAS LIH LAX MFR MIA MKE MSP MSO MRY BNA EWR ORF MSY JFK OAK OMA MCO PHX PIT PDX PVU RDU RDM RNO SMF SLC SAT SFO SJC STL SBP STS SEA GEG SUN TPA TUS IAD DCA | Destinos nacionales del Aeropuerto de San Diego SAN ABQ ANC ATL AUS BWI BLI BOI BOS BZN CLT ORD MDW CVG CMH COS DFW DAL DEN DSM DTW EGE ELP EUG PAE PHL FAT FLL HDN HNL HOU IAH IND JAC JAX MCI OGG FCA KOA LAS LIH LAX MFR MIA MKE MSP MSO MRY BNA EWR ORF MSY JFK OAK OMA MCO PHX PIT PDX PVU RDU RDM RNO SMF SLC SAT SFO SJC STL SBP STS SEA GEG SUN TPA TUS IAD DCA | Destinos nacionales del Aeropuerto de San Diego SAN ABQ ANC ATL AUS BWI BLI BOI BOS BZN CLT ORD MDW CVG CMH COS DFW DAL DEN DSM DTW EGE ELP EUG PAE PHL FAT FLL HDN HNL HOU IAH IND JAC JAX MCI OGG FCA KOA LAS LIH LAX MFR MIA MKE MSP MSO MRY BNA EWR ORF MSY JFK OAK OMA MCO PHX PIT PDX PVU RDU RDM RNO SMF SLC SAT SFO SJC STL SBP STS SEA GEG SUN TPA TUS IAD DCA | Destinos nacionales del Aeropuerto de San Diego SAN ABQ ANC ATL AUS BWI BLI BOI BOS BZN CLT ORD MDW CVG CMH COS DFW DAL DEN DSM DTW EGE ELP EUG PAE PHL FAT FLL HDN HNL HOU IAH IND JAC JAX MCI OGG FCA KOA LAS LIH LAX MFR MIA MKE MSP MSO MRY BNA EWR ORF MSY JFK OAK OMA MCO PHX PIT PDX PVU RDU RDM RNO SMF SLC SAT SFO SJC STL SBP STS SEA GEG SUN TPA TUS IAD DCA | Destinos nacionales del Aeropuerto de San Diego SAN ABQ ANC ATL AUS BWI BLI BOI BOS BZN CLT ORD MDW CVG CMH COS DFW DAL DEN DSM DTW EGE ELP EUG PAE PHL FAT FLL HDN HNL HOU IAH IND JAC JAX MCI OGG FCA KOA LAS LIH LAX MFR MIA MKE MSP MSO MRY BNA EWR ORF MSY JFK OAK OMA MCO PHX PIT PDX PVU RDU RDM RNO SMF SLC SAT SFO SJC STL SBP STS SEA GEG SUN TPA TUS IAD DCA | Destinos nacionales del Aeropuerto de San Diego SAN ABQ ANC ATL AUS BWI BLI BOI BOS BZN CLT ORD MDW CVG CMH COS DFW DAL DEN DSM DTW EGE ELP EUG PAE PHL FAT FLL HDN HNL HOU IAH IND JAC JAX MCI OGG FCA KOA LAS LIH LAX MFR MIA MKE MSP MSO MRY BNA EWR ORF MSY JFK OAK OMA MCO PHX PIT PDX PVU RDU RDM RNO SMF SLC SAT SFO SJC STL SBP STS SEA GEG SUN TPA TUS IAD DCA | Destinos nacionales del Aeropuerto de San Diego SAN ABQ ANC ATL AUS BWI BLI BOI BOS BZN CLT ORD MDW CVG CMH COS DFW DAL DEN DSM DTW EGE ELP EUG PAE PHL FAT FLL HDN HNL HOU IAH IND JAC JAX MCI OGG FCA KOA LAS LIH LAX MFR MIA MKE MSP MSO MRY BNA EWR ORF MSY JFK OAK OMA MCO PHX PIT PDX PVU RDU RDM RNO SMF SLC SAT SFO SJC STL SBP STS SEA GEG SUN TPA TUS IAD DCA | Destinos nacionales del Aeropuerto de San Diego SAN ABQ ANC ATL AUS BWI BLI BOI BOS BZN CLT ORD MDW CVG CMH COS DFW DAL DEN DSM DTW EGE ELP EUG PAE PHL FAT FLL HDN HNL HOU IAH IND JAC JAX MCI OGG FCA KOA LAS LIH LAX MFR MIA MKE MSP MSO MRY BNA EWR ORF MSY JFK OAK OMA MCO PHX PIT PDX PVU RDU RDM RNO SMF SLC SAT SFO SJC STL SBP STS SEA GEG SUN TPA TUS IAD DCA | Destinos nacionales del Aeropuerto de San Diego SAN ABQ ANC ATL AUS BWI BLI BOI BOS BZN CLT ORD MDW CVG CMH COS DFW DAL DEN DSM DTW EGE ELP EUG PAE PHL FAT FLL HDN HNL HOU IAH IND JAC JAX MCI OGG FCA KOA LAS LIH LAX MFR MIA MKE MSP MSO MRY BNA EWR ORF MSY JFK OAK OMA MCO PHX PIT PDX PVU RDU RDM RNO SMF SLC SAT SFO SJC STL SBP STS SEA GEG SUN TPA TUS IAD DCA | Destinos nacionales del Aeropuerto de San Diego SAN ABQ ANC ATL AUS BWI BLI BOI BOS BZN CLT ORD MDW CVG CMH COS DFW DAL DEN DSM DTW EGE ELP EUG PAE PHL FAT FLL HDN HNL HOU IAH IND JAC JAX MCI OGG FCA KOA LAS LIH LAX MFR MIA MKE MSP MSO MRY BNA EWR ORF MSY JFK OAK OMA MCO PHX PIT PDX PVU RDU RDM RNO SMF SLC SAT SFO SJC STL SBP STS SEA GEG SUN TPA TUS IAD DCA |
| Destinos | Alaska Airlines | Southwest Airlines | Delta Air Lines | Frontier Airlines | United Airlines | American Airlines | Otra | # | |
| --- | --- | --- | --- | --- | --- | --- | --- | --- | --- |
| Albuquerque (ABQ) | | • | | | | | | 1 | |
| Anchorage (ANC) | • | | | | | | | 1 | |
| Atlanta (ATL) | • | | • | | | | | 2 | |
| Austin (AUS) | • | • | | • | | | | 3 | |
| Baltimore (BWI) | | • | | | | | | 1 | |
| Bellingham (BLI) | | | | | | | Allegiant Air | 1 | |
| Boise (BOI) | • | • | | | | | | 2 | |
| Boston (BOS) | • | | • | | | | JetBlue Airways | 3 | |
| Bozeman (BZN) | • | | | | | | | 1 | |
| Charlotte (CLT) | | | | | | • | | 1 | |
| Chicago (ORD) | • | | | • | • | • | | 4 | |
| Chicago (MDW) | | • | | | | | | 1 | |
| Cincinnati (CVG) | | | | | | | Breeze Airways | 1 | |
| Colorado Springs (COS) | | • | | | | | | 1 | |
| Columbus (CMH) | | • | | | | | | 1 | |
| Dallas (DFW) | | | | • | | • | | 2 | |
| Dallas (DAL) | | • | | | | | | 1 | |
| Denver (DEN) | • | • | | • | • | | | 4 | |
| Des Moines (DSM) | | | | | | | Allegiant Air | 1 | |
| Detroit (DTW) | | | • | | | | Spirit Airlines | 2 | |
| Eagle (EGE) | • | | | | | | | 1 | |
| El Paso (ELP) | | • | | | | | | 1 | |
| Eugene (EUG) | • | • | | | | | | 2 | |
| Everett (PAE) | • | | | | | | | 1 | |
| Filadelfia (PHL) | | | | | | • | | 1 | |
| Fresno (BOI) | • | • | | | | | | 2 | |
| Fort Lauderdale (FLL) | • | | | | | | | 1 | |
| Hayden (HDN) | • | | | | | | | 1 | |
| Honolulu (HNL) | | • | | | | | Hawaiian Airlines | 2 | |
| Houston (IAH) | | | | | • | | | 1 | |
| Houston (HOU) | | • | | | | | | 1 | |
| Indianápolis (IND) | | • | | | | | | 1 | |
| Jackson Hole (JAC) | • | | | | | | | 1 | |
| Jacksonville (JAX) | | | | | | | Breeze Airways | 1 | |
| Kansas City (MCI) | | • | | | | | | 1 | |
| Kahului (OGG) | • | | | | | | | 1 | |
| Kailua (KOA) | • | | | | | | | 1 | |
| Kalispell (FCA) | • | | | | | | | 1 | |
| Las Vegas (LAS) | • | • | • | • | | | Spirit Airlines | 5 | |
| Lihue (LIH) | • | | | | | | | 1 | |
| Los Ángeles (LAX) | | | • | | • | | | 2 | |
| Medford (MFR) | • | | | | | | Allegiant Air | 2 | |
| Miami (MIA) | | | | | | • | | 1 | |
| Milwaukee (MKE) | | • | | | | | | 1 | |
| Mineápolis (MSP) | | | • | | | | Sun Country Airlines | 2 | |
| Missoula (MSO) | • | | | | | | | 1 | |
| Monterey (MRY) | • | | | | | | | 1 | |
| Norfolk (ORF) | | | | | | | Breeze Airways | 1 | |
| Nashville (BNA) | | • | | | | | | 1 | |
| Newark (EWR) | • | | | | • | | | 2 | |
| Nueva Orleans (MSY) | | • | | | | | | 1 | |
| Nueva York (JFK) | • | | • | | | | JetBlue Airways | 3 | |
| Oakland (OAK) | | • | | | | | Spirit Airlines | 2 | |
| Omaha (OMA) | | • | | | | | | 1 | |
| Orlando (MCO) | • | • | | | | | | 2 | |
| Phoenix (PHX) | • | • | | • | | • | | 4 | |
| Pittsburgh (PIT) | | • | | | | | Breeze Airways | 2 | |
| Portland (PDX) | • | • | | | | | | 2 | |
| Provo (PVU) | | | | | | | Allegiant Air | 1 | |
| Raleigh (RDU) | | | | | | | Breeze Airways | 1 | |
| Redmon (RDM) | • | | | | | | | 1 | |
| Reno (RNO) | • | • | | | | | Spirit Airlines | 3 | |
| Sacramento (SMF) | • | • | | • | | | | 3 | |
| Salt Lake City (SLC) | • | • | • | • | | | | 4 | |
| San Antonio (SAT) | | • | | | | | | 1 | |
| San Francisco (SFO) | • | • | | • | • | | | 4 | |
| San José (SJC) | • | • | | | | | Spirit Airlines | 3 | |
| San Luis (STL) | | • | | | | | | 1 | |
| San Luis Obispo (SBP) | • | | | | | | | 1 | |
| Santa Rosa (STS) | • | | | | | | | 1 | |
| Seattle (SEA) | • | | • | | | | | 2 | |
| Spokane (GEG) | • | | | | | | | 1 | |
| Sun Valley (SUN) | • | | | | | | | 1 | |
| Tampa (TPA) | • | • | | | | | | 2 | |
| Tucson (TUS) | | • | | | | | | 1 | |
| Washington (IAD) | • | | | | • | | | 2 | |
| Washington (DCA) | • | | | | | | | 1 | |
| Total | 42 | 35 | 9 | 9 | 7 | 6 | 18 | 77 | |

### Destinos internacionales
Se ofrece servicio a 11 destinos internacionales (2 estacionales), a cargo de 10 aerolíneas.
| Ciudades                                                     | Nombre del aeropuerto                                  | Aerolíneas                                        | Terminal     |              |              |
| Norteamérica                                                 | Norteamérica                                           | Norteamérica                                      | Norteamérica | Norteamérica | Norteamérica |
| ------------------------------------------------------------ | ------------------------------------------------------ | ------------------------------------------------- | ------------ | ------------ | ------------ |
| Canadá (4 destinos [1 estacional], 3 aerolíneas)             |                                                        |                                                   |              |              |              |
| Calgary                                                      | Aeropuerto Internacional de Calgary                    | WestJet                                           | 2            |              |              |
| Montreal                                                     | Aeropuerto Internacional Pierre Elliott Trudeau        | Air Canada (Estacional)                           | 2            |              |              |
| Toronto                                                      | Aeropuerto Internacional Toronto Pearson               | Air Canada                                        | 2            |              |              |
| Vancouver                                                    | Aeropuerto Internacional de Vancouver                  | Air Canada Express / WestJet (Estacional)         | 2            |              |              |
| México (2 destinos, 2 aerolíneas)                            |                                                        |                                                   |              |              |              |
| Puerto Vallarta                                              | Aeropuerto Internacional de Puerto Vallarta            | Alaska Airlines                                   | 2            |              |              |
| San José del Cabo                                            | Aeropuerto Internacional de Los Cabos                  | Alaska Airlines / Southwest Airlines (Estacional) | 1,2          |              |              |
| Centroamérica                                                |                                                        |                                                   |              |              |              |
| Panamá (1 destino, 1 aerolínea)                              |                                                        |                                                   |              |              |              |
| Ciudad de Panamá                                             | Aeropuerto Internacional de Tocumen                    | Copa Airlines                                     | 2            |              |              |
| Europa                                                       |                                                        |                                                   |              |              |              |
| Alemania (1 destino, 1 aerolínea)                            |                                                        |                                                   |              |              |              |
| Múnich                                                       | Aeropuerto Internacional de Múnich-Franz Josef Strauss | Lufthansa                                         | 2            |              |              |
| Países Bajos (1 destino [estacional], 1 aerolínea)           |                                                        |                                                   |              |              |              |
| Ámsterdam                                                    | Aeropuerto de Ámsterdam-Schiphol                       | KLM (Estacional)                                  | 2            |              |              |
| Reino Unido (1 destino, 1 aerolínea)                         |                                                        |                                                   |              |              |              |
| Londres                                                      | Aeropuerto de Londres-Heathrow                         | British Airways                                   | 2            |              |              |
| Asia                                                         |                                                        |                                                   |              |              |              |
| Japón (1 destino, 1 aerolínea)                               |                                                        |                                                   |              |              |              |
| Tokio                                                        | Aeropuerto Internacional de Narita                     | Japan Airlines                                    | 2            |              |              |
| Total: 11 destinos (2 estacionales), 7 países, 10 aerolíneas |                                                        |                                                   |              |              |              |

## Estadísticas

### Rutas más transitadas
| Número | Ciudad                    | Pasajeros | Aerolínea                                                               |
| ------ | ------------------------- | --------- | ----------------------------------------------------------------------- |
| 1      | Denver, Colorado          | 778,000   | Frontier Airlines, Southwest Airlines, Spirit Airlines, United Airlines |
| 2      | Las Vegas, Nevada         | 771,000   | Delta Air Lines, Delta Connection, Southwest Airlines, Spirit Airlines  |
| 3      | San Francisco, California | 714,000   | Alaska Airlines, Southwest Airlines, United Airlines, United Express    |
| 5      | Phoenix, Arizona          | 677,000   | American Airlines, Southwest Airlines                                   |
| 5      | Seattle, Washington       | 627,000   | Alaska Airlines, Delta Air Lines, Southwest Airlines                    |
| 6      | San José, California      | 598,000   | Alaska Airlines, Southwest Airlines                                     |
| 7      | Dallas, Texas             | 590,000   | American Airlines                                                       |
| 8      | Sacramento, California    | 596,000   | Alaska Airlines, Southwest Airlines                                     |
| 9      | Atlanta, Georgia          | 435,000   | Alaska Airlines, Delta Air Lines                                        |
| 10     | Chicago, Illinois         | 432,000   | American Airlines, Spirit Airlines, United Airlines                     |

| Número | Ciudad                    | Pasajeros | Aerolínea                           |
| ------ | ------------------------- | --------- | ----------------------------------- |
| 1      | Londres, Reino Unido      | 239,812   | British Airways                     |
| 2      | Vancouver, Canadá         | 155,952   | Air Canada Express, WestJet         |
| 3      | San José del Cabo, México | 140,124   | Alaska Airlines, Southwest Airlines |
| 4      | Toronto, Canadá           | 114,593   | Air Canada                          |
| 5      | Múnich, Alemania          | 99,276    | Lufthansa                           |
| 6      | Calgary, Canadá           | 75,904    | WestJet                             |
| 7      | Tokio, Japón              | 67,792    | Japan Airlines                      |
| 8      | Montreal, Canadá          | 42,292    | Air Canada                          |
| 9      | Puerto Vallarta, México   | 39,670    | Alaska Airlines                     |
| 10     | Cancún, México            | 5,483     | Alaska Airlines                     |

### Tráfico anual
| Año  | Pasajeros  | Año  | Pasajeros  | Año  | Pasajeros  | Año  | Pasajeros  |
| ---- | ---------- | ---- | ---------- | ---- | ---------- | ---- | ---------- |
| 1988 | 10,748,729 | 1998 | 14,340,447 | 2008 | 18,419,621 | 2018 | 24,240,864 |
| 1989 | 11,111,080 | 1999 | 14,971,261 | 2009 | 17,316,835 | 2019 | 25,216,947 |
| 1990 | 10,937,026 | 2000 | 15,746,445 | 2010 | 17,205,100 | 2020 | 9,238,882  |
| 1991 | 11,185,920 | 2001 | 14,942,061 | 2011 | 16,891,690 | 2021 | 15,602,305 |
| 1992 | 11,759,091 | 2002 | 14,731,518 | 2012 | 17,250,265 | 2022 | 22,124,031 |
| 1993 | 11,817,706 | 2003 | 15,304,975 | 2013 | 17,710,241 | 2023 | 24,061,607 |
| 1994 | 12,681,985 | 2004 | 16,517,153 | 2014 | 18,758,751 | 2024 | 25,242,377 |
| 1995 | 12,908,395 | 2005 | 17,569,355 | 2015 | 20,081,258 | 2025 |            |
| 1996 | 13,461,361 | 2006 | 17,673,483 | 2016 | 20,729,353 | 2026 |            |
| 1997 | 13,900,712 | 2007 | 18,673,441 | 2017 | 22,173,493 | 2027 |            |

## Aviación General
Landmark Aviation es el FBO (Operador de base fija) en el Aeropuerto Internacional de San Diego. Landmark da servicios a todos los aviones que van desde un monomotor Cessna hasta aviones Boeing 747. En general, sirve al tráfico corporativo del aeropuerto. La rampa del FBO está situada en final del extremo noreste de la pista de aterrizaje. Landmark Aviation era conocido antes como Jimsair Aviation Services. Jimsair fue el FBO en el aeropuerto por 55 años, hasta julio de 2008, cuando fueron adquiridos por Landmark Aviation.

## Otros aeropuertos comerciales cercanos
El Aeropuerto Internacional de Tijuana está justo al lado de la Frontera entre Estados Unidos y México. El aeropuerto de Tijuana ofrece vuelos intercontinentales sin escalas a Shanghái, China, así como a muchos destinos dentro de México. Tijuana solía tener vuelos a Tokio-Narita, sin embargo este vuelo ahora sólo funciona como una escala para recarga de combustible hacia Narita. La operación hacia el este opera vuelos directos entre Tokio y la Ciudad de México. Cuando Aeroméxico comenzó a ofrecer vuelos desde Tijuana a Asia tenían la esperanza de atraer a los pasajeros de ambos lados de la frontera, incluidos los de lugares tan lejanos como el Condado de Orange. La aerolínea ofrece servicio gratuito de traslado desde San Diego. Varias propuestas de terminales transfronterizos se han discutido en los últimos años y un permiso presidencial para el paso fronterizo se publicó en el verano del 2010.

## Aeropuertos militares cercanos
La Base Aeronaval de North Island está situada justo enfrente del Lindbergh Field en la Bahía de San Diego, aproximadamente a 2.4 km (1.5 millas) al sur.
La MCAS Miramar se encuentra a 20.8 km (13 millas) al noreste del Lindbergh Field.

## Accidentes e incidentes
- En la mañana del 25 de septiembre de 1978, un Boeing 727-200 que operan el Vuelo 182 de Pacific Southwest Airlines en la ruta Sacramento (California)-Los Ángeles-San Diego y chocó en el aire con un Cessna 172 cuando intentaba aterrizar en el aeropuerto de San Diego. Las dos aeronaves colisionaron sobre North Park, matando a las 135 personas en el vuelo 182 y las dos personas en el Cessna, junto con 7 personas en tierra.

## Peligros
- El aeropuerto tiene una pista lo que significa un embotellamiento de aviones tanto en el aire como en la tierra.
- Hay edificios altos cerca de la pista, principalmente el estacionamiento que está a 200 metros antes de la pista.
- Por el embotellamiento de aviones en el aire, las avionetas haciendo vuelos de práctica corren peligro de colisión.
- Los primeros 550 metros de la pista son inutilizables lo que hace que la pista sea corta.
- Cerca de la pista hay un puerto lo que hace que los aviones estén en peligro a la hora de realizar las aproximaciones.

## Aeropuertos cercanos
Los aeropuertos más cercanos son:
- Aeropuerto Internacional de Tijuana (29 km)
- Aeropuerto McClellan-Palomar (43 km)
- Aeropuerto John Wayne (122 km)
- Aeropuerto Internacional de Palm Springs (137 km)
- Aeropuerto de Long Beach (150 km)